# 圣庞塔莱翁德拉普洛
圣庞塔莱翁-德拉普洛（法語：Saint-Pantaléon-de-Lapleau，法語發音：[sɛ̃ pɑ̃taleɔ̃ də laplo]，意为“拉普洛的圣庞塔莱翁”）是法国科雷兹省的一个市镇，属于蒂勒区。

## 地理
圣庞塔莱翁-德拉普洛（45°19'23"N, 2°12'17"E）面积8.46 平方千米，位于法国新阿基坦大区科雷兹省，该省份为法国中南部省份，北起上维埃纳省和克勒兹省，西接多爾多涅省，南至洛特省，东临多姆山省和康塔爾省。
与圣庞塔莱翁-德拉普洛接壤的市镇（或旧市镇、城区）包括：下拉马济耶尔、拉普洛、拉特龙什、圣伊莱尔吕克、苏尔萨克。
圣庞塔莱翁-德拉普洛的时区为UTC+01:00、UTC+02:00（夏令时）。

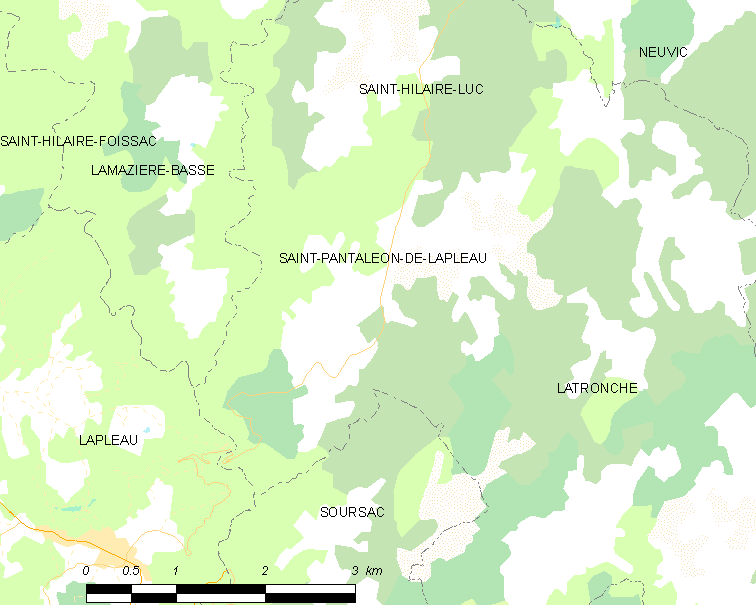
圣庞塔莱翁-德拉普洛的OSM定位图

## 行政
圣庞塔莱翁-德拉普洛的邮政编码为19160，INSEE市镇编码为19228。

## 政治
圣庞塔莱翁-德拉普洛所属的省级选区为上多尔多涅县。

## 人口

1962-2008年间圣庞塔莱翁-德拉普洛人口变化图示

圣庞塔莱翁-德拉普洛于2022年1月1日时的人口数量为64人。